# Lill-Grässjön
Lill-Grässjön är en sjö i Krokoms kommun i Jämtland och ingår i Indalsälvens huvudavrinningsområde. Sjön har en area på 0,527 kvadratkilometer och ligger 383,1 meter över havet. Sjön avvattnas av vattendraget Grässjöbäcken.

## Delavrinningsområde
Lill-Grässjön ingår i det delavrinningsområde (705403-138936) som SMHI kallar för Utloppet av Lill-Grässjön. Medelhöjden är 410 meter över havet och ytan är 5,28 kvadratkilometer. Räknas de 7 avrinningsområdena uppströms in blir den ackumulerade arean 68,13 kvadratkilometer. Grässjöbäcken som avvattnar avrinningsområdet har biflödesordning 3, vilket innebär att vattnet flödar genom totalt 3 vattendrag innan det når havet efter 321 kilometer. Avrinningsområdet består mestadels av skog (88 procent). Avrinningsområdet har 0,52 kvadratkilometer vattenytor vilket ger det en sjöprocent på 9,8 procent.